# Hall Hibbard
Hall Livingstone Hibbard (25 juillet 1903, 6 juin 1996) était ingénieur et administrateur de la société Lockheed où il a débuté en 1932, au moment du rachat de la compagnie par un groupe d'investisseurs dirigés par Robert E. Gross (en).
Né au Kansas, il a eu son baccalauréat universitaire en mathématiques et physique en 1925 à l'Université d'état Emporia. Diplômé du Massachusetts Institute of Technology deux ans plus tard, il a travaillé comme dessinateur industriel chez Stearman Aircraft (en) avant de rejoindre la Viking Flying Boat Company de Robert Gross. Il a siégé au conseil d'administration de la nouvellement relancée Lockheed Corporation et a dirigé le service de conception en tant qu'ingénieur en chef. Des ingénieurs renommés, voire légendaires, comme Clarence "Kelly" Johnson et Willis Hawkins (en) ont travaillé sous ses ordres.
Il est décédé en 1996 à Los Angeles à l'âge de 92 ans.

## Source
- (en) Cet article est partiellement ou en totalité issu de l’article de Wikipédia en anglais intitulé « Hall Hibbard » (voir la liste des auteurs).